# Uccle Centre d'Art
Uccle Centre d’Art is een Belgisch kunstenaarscollectief.
Uccle Centre d’Art werd gesticht op 15 april 1922 door een groep beeldende kunstenaars uit Ukkel onder wie André Cluysenaer, Léandre Grandmoulin, Maurice Guilbert, Léon Londot, Emile Lecomte, Jules Postel, Henri Quittelier en Joseph Witterwulghe. De eerste voorzitter was Albert Cels. De vereniging groeide uit de groep kunstenaars die al in de jaren voor de Eerste Wereldoorlog tentoonstelden in de herberg “Vieux Cornet” (hoek De Frélaan en Krabbegat).
Hoofddoel van "Uccle Centre d’Art" was het tentoonstellen van werk van leden en retrospectieves rond Ukkelse kunstenaars te organiseren.
In 1925 gaf de kring een boek uit : "Uccle au temps jadis" en in 1942 een album met etsen "Vieux sites d’Uccle". Aan dat etsenalbum werkten mee: Jos Albert, Michel Bernier, Jean-Marie Bertrand, Maurice Brocas, Suzanne Cocq, Maurice Mareels, Paul-Auguste Masui, Henri Mortiaux, Kurt Peiser, Henri Quittelier, Charles Viane en Alfred Van Neste. De druk werd toevertrouwd aan de gespecialiseerde firma Van Campenhout.
De kring beijverde zich ook om in de gemeente straatnamen toe te kennen aan kunstenaars (Louis Thévenet, Emile Lecomte, Pierre Scoupreman, Adolphe Wansart).
De kunstkring bestaat anno 2012 nog steeds.